# 暫定2車線

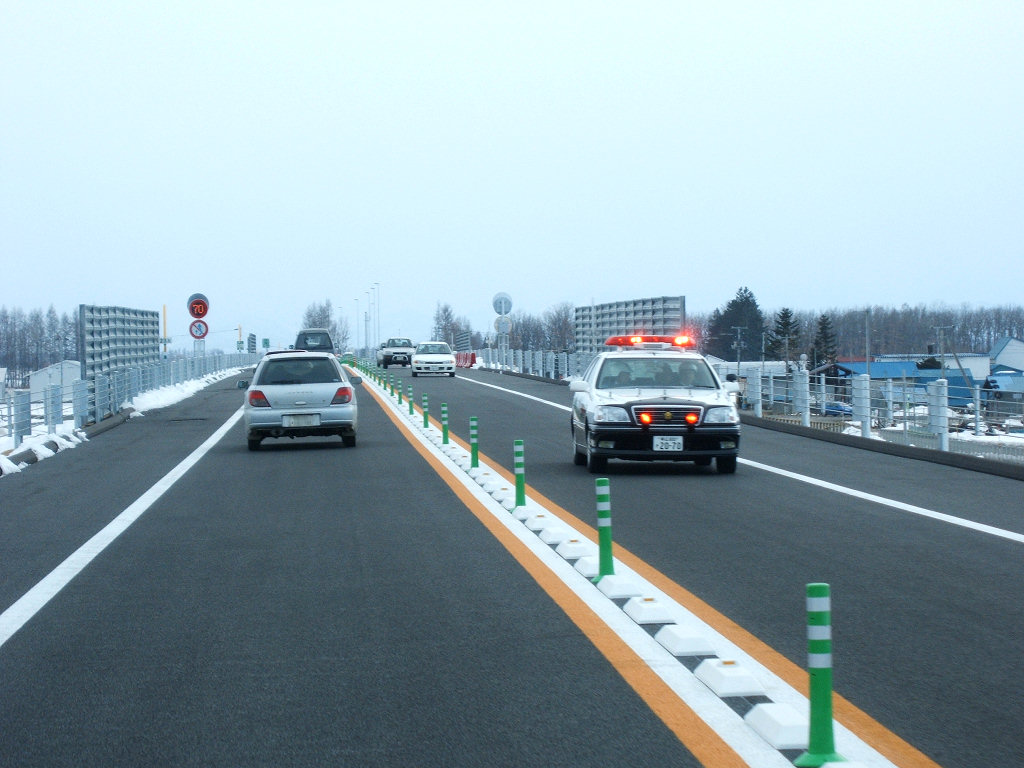
暫定2車線で供用されている自動車専用道路の一例（帯広広尾自動車道）

暫定2車線（ざんていにしゃせん）は、4車線以上で計画された道路のうちの2車線のみを暫定的に供用すること、およびその区間の道路の形態。車線を4車線とする場合に比べて、限られた期間や費用で建設できるため、供用時に交通量があまり見込まれない道路において採用されることが多い。
なお、暫定2車線の「2車線」は、往復合計の車線数を表す。これは法令における車線の数え方と同じである。以下、当記事で車線数は往復合計の車線数で表記する。

## 日本

### 概要
4車線以上で計画された道路について、当面の交通量が少ない場合に、2車線のみを暫定的に供用させたものが暫定2車線道路である。道路は早期に開通させた方が沿線および周辺地域にとっての道路交通に好影響を及ぼすことの方が多いため、将来の交通量増大を見越して4車線以上に計画された道路を、とりあえず現在の交通量の実情に合わせて開通時に2車線道路で建設して早期開通させるものである。
大抵は、交通量増大時に4車線に改築できるように、道路用地をあらかじめ確保しておくが、地権者からの用地買収がスムーズに進まなかった場合に、やむを得ず暫定2車線で開通させるというケースもある。上信越自動車道の碓氷軽井沢IC - 更埴JCT間のように交通量が見込めながらも（1998年長野オリンピック開催に間に合わせるため）早期開通を優先させるために採用された例もある。
日本の高速道路のほか、一般道路においてもしばしば採用されている。計画が4車線であるバイパス道路（道路構造令第3条第2項の、第3種1級や第3種2級の道路など）では、街路事業や大都市内の道路でない限り、暫定2車線で供用されることがむしろ普通である。
暫定2車線で供用された道路には、片側1車線ずつ完成させた道路である両側暫定方式・中央暫定方式と、片側の2車線だけを完成させて反対側の2車線の建設を後回しにさせた片側暫定方式がある。片側だけ2車線で先行して開通させた片側暫定方式の道路は、トンネルや橋梁でよく採用される手法である。
最高速度はガイドポストによる簡易分離区間で70 km/h以下、両側暫定区間やワイヤロープによる分離区間で80 km/h以下に制限される。将来的には4車線への拡幅を前提とした設計のため用地費は縮減できず、通常の2車線の道路と比べるとコストが割高となるが、初期投資額が抑えられるメリットがあるので、交通量がさほど見込めない地方の高速道路では暫定2車線はよく採用される建設方式となっている。また、トラックなどの低速車を追い越しするため、付加追越車線が設置されることがある。交通量が少ないなどの理由で4車線化されていない区間が、有料道路の無料開放などによる交通量の急激な増加によって、渋滞や事故が頻発してしまう問題が見られる。
このように、高速道路で追い越しが常時できない2車線で運用されることは世界的にも珍しく、制限速度も欧米の国道および地方道の郊外区間（約80 - 110 km/h）よりも低く、このような道路形態が「高速道路」と呼ばれるのは日本など一部の国家のみで、暫定2車線道路が高速道路全体の3割もあり、合計2,537キロメートル (km) を占めるのは、日本の高速道路のみである。2015年（平成27年）の会計検査院決算検査報告において、暫定2車線で供用していることによる経済的損失について検査を行った旨を公表している。
類似の例として、6車線で計画された区間で片側を暫定4車線として供用する場合があり、神戸淡路鳴門自動車道大鳴門橋両端にある伊昆高架橋・門崎高架橋（兵庫側）および亀浦高架橋（徳島側）で採用されている。伊昆高架橋・門崎高架橋および亀浦高架橋は3車線分の空間に4車線を設けているため車線幅が狭く、この高架橋がある淡路島南IC - 鳴門北IC間は高速道路ながら70 km/h制限となっている。淡路IC - 津名一宮ICも6車線で計画され、暫定4車線で供用しているが、こちらは両側暫定方式（6車線化の際に追越車線となる部分および中央分離帯は盛土または暫定緑化）である。このほか、新東名高速道路・新名神高速道路でも暫定4車線区間が存在する。
なお、将来の交通量が少ない場合には、完成2車線（かんせいにしゃせん）という形態がある。これは、4車線への拡幅を前提としない方式であることを強調するために使われる用語であり、「暫定2車線」の概念とは異なるものである（後述）。
この他、メンテナンスや事故復旧などの工事のために、工事期間中に限り暫定2車線供用とする場合もある。

### 形態

#### 片側暫定方式

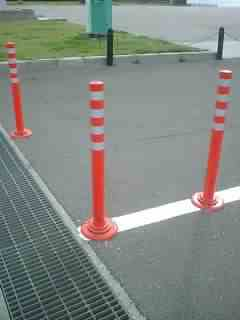
ポストコーン（参考）

通常の暫定2車線はこの形式である。片側（下り線または上り線）のみを建設して、完成後は2車線対面通行として供用する。4車線へ拡幅する場合は、改めて片側（上り線または下り線）を建設する。
橋・トンネル・高架橋をあらかじめ4車線分作っておく必要がなく、4車線分が用地取得できなくても2車線分が用地取得できれば着工可能なため、はじめから4車線で供用する場合に比べて工期や工費の削減効果が期待できる。また、将来的に4車線にする場合でも既存区間の大規模な改修工事を余儀なくされることは少ない。そのため、地方における高速道路の大半で用いられている。
4車線移行の過渡期には、一期線・二期線それぞれを片側ずつ供用しながら一期線の改修を実施するが、拡幅対象区間の一部または全線で二期線での対面通行を実施した区間も存在する。

##### 高速自動車国道のセンターポール
高規格の高速自動車国道は追い越し距離が過大となるため、中央線にセンターポール（ガイドポスト）を設置し、運転者の意図による追い越しを物理的に困難にしている。中央自動車道八王子 - 河口湖の開通当初（1970年頃）においては追い越しが禁止されておらず、センターポールも未設置だったため、追い越しのため対向車線へ移ったものの、対向車両と正面衝突する交通事故が多発した。
その後、暫定2車線区間では追い越し禁止とし、センターポールも設置されたが、ハンドル操作の誤りや高速道路催眠現象やスリップで、対向車相互の正面衝突事故が発生する危険性が高く、死亡事故も多発しているため、後述のワイヤーロープなどへの切り替えや4車線化が進められている。

##### ワイヤロープ
2017年春より全国の暫定2車線区間約1,000 kmのうち、約100 kmの中央分離帯にワイヤロープを試行設置すると発表した。これは、命を守る緊急性に鑑み、緊急対策として、センターポールに代えてワイヤロープを設置することによる安全対策の検証を行うというもの。暫定2車線の高速道路での正面衝突事故が多い状況を受け、安全性向上が図られるとし、検証結果を踏まえ本格設置するとしている。NEXCO3社は、2017年3月1日に具体的な試行設置区間を発表した。同年4月から順次設置を開始している。
以下に、試行設置区間を道路ごとに起点に近い方から列挙する。
| 道路               | 箇所                  | 延長   | 出典   |
| ------------------ | --------------------- | ------ | ------ |
| 道央自動車道       | 落部IC - 八雲IC       | 8.0 km | [ 10 ] |
| 道央自動車道       | 八雲IC - 国縫IC       | 6.4 km | [ 10 ] |
| 道央自動車道       | 黒松内JCT - 豊浦IC    | 6.6 km | [ 10 ] |
| 道東自動車道       | 夕張IC - むかわ穂別IC | 3.0 km | [ 10 ] |
| 道東自動車道       | むかわ穂別IC - 占冠IC | 2.0 km | [ 10 ] |
| 秋田自動車道       | 北上西IC - 湯田IC     | 2.2 km | [ 10 ] |
| 秋田自動車道       | 湯田IC - 横手IC       | 5.7 km | [ 10 ] |
| 秋田自動車道       | 横手IC - 大曲IC       | 6.3 km | [ 10 ] |
| 秋田自動車道       | 秋田南IC - 秋田中央IC | 3.5 km | [ 10 ] |
| 日本海東北自動車道 | 聖籠新発田IC - 中条IC | 8.3 km | [ 10 ] |
| 日本海東北自動車道 | 中条IC - 荒川胎内IC   | 7.5 km | [ 10 ] |
| 磐越自動車道       | 西会津IC - 津川IC     | 3.4 km | [ 10 ] |
| 磐越自動車道       | 三川IC - 安田IC       | 2.5 km | [ 10 ] |
| 磐越自動車道       | 新津IC - 新潟中央JCT  | 4.8 km | [ 10 ] |

| 道路             | 箇所                    | 延長    | 出典   |
| ---------------- | ----------------------- | ------- | ------ |
| 東海環状自動車道 | 富加関IC - 美濃関JCT    | 1.8 km  | [ 11 ] |
| 紀勢自動車道     | 勢和多気IC - 大宮大台IC | 1.1 km  | [ 11 ] |
| 舞鶴若狭自動車道 | 若狭三方IC - 若狭美浜IC | 1.5 km  | [ 11 ] |
| 浜田自動車道     | 旭IC - 浜田JCT          | 10.3 km | [ 12 ] |
| 山陰自動車道     | 江津IC - 江津西IC       | 2.8 km  | [ 12 ] |
| 松山自動車道     | 大洲北只IC - 西予宇和IC | 5.8 km  | [ 12 ] |
| 東九州自動車道   | 門川IC - 日向IC         | 3.0 km  | [ 12 ] |
| 東九州自動車道   | 西都IC - 宮崎西IC       | 8.6 km  | [ 12 ] |
| 東九州自動車道   | 末吉財部IC - 国分IC     | 8.2 km  | [ 12 ] |

その後、検証状況を踏まえ、土工区間において本格設置を進めることとなった。今後、新設区間は暫定2車線区間で開通する土工区間には標準設置し、供用済み区間においても4車線化や付加車線の事業実施箇所を除いて概ね5年後の設置を目指すとしている。
さらに2020年（令和2年）3月には土工区間において設置を進めているワイヤーロープについて、新たに中小橋でも標準設置を進める方針を発表した。土工区間と同じく暫定2車線で開通する新設区間には標準設置し、供用済み区間においても概ね3年（2022年度内）後の設置を目指すとしている。しかし、長大橋とトンネル区間における正面衝突事故防止対策については、引き続き公募選定技術の性能検証を進めるとしている。

#### 両側暫定方式

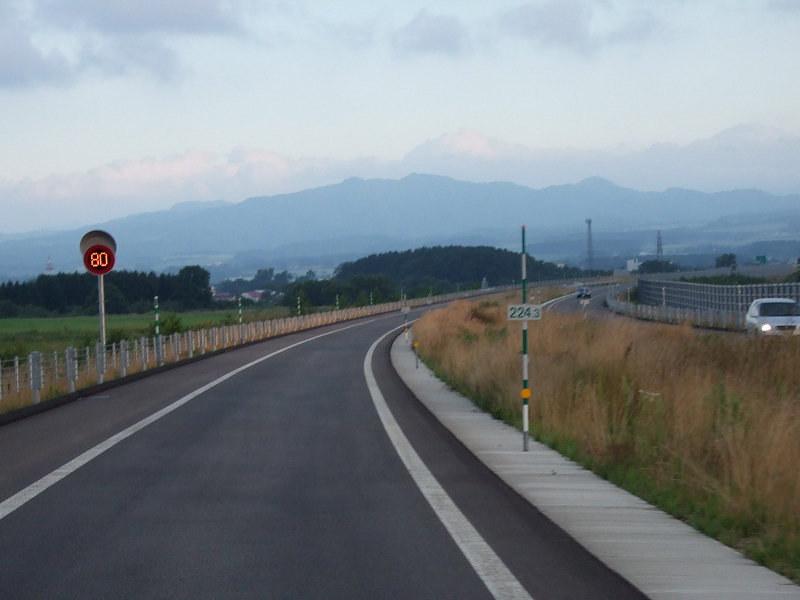
両側暫定方式の一例（道央自動車道国縫-八雲）

4車線にしたときの上下線の路肩と走行車線となる部分を建設し、上下線の追越車線および中央分離帯となる部分を盛土などで残す（あるいは暫定緑化する）方式。未施工部分が大きな自然の中央分離帯・緩衝帯となるため、制限速度を片側暫定より高い80 km/hに設定している区間が多い。安全性が高く整備効果の発現率も高い反面、用地取得と土工部分が全幅にわたるため、工費削減効果が少ない。また橋梁やトンネルは、両側暫定方式では工費も工期もほとんど削減できないため片側暫定方式とすることが多く、制限速度など走行条件の変化が頻繁に発生する問題がある。
一般道路では、高速道路とは異なる理由から多用される。4車線以上の道路を計画しているが、当面はまとまった区間を開通する予定がなく、一部区間のみ用地の買収が終了したような場合、または用地買収は終了したが部分開通から全線開通までの当面の間は交通量があまり多くないと見込まれる場合、当該区間の歩道と両側車線のみを暫定開通させるのである。これは、一般道路では沿道の土地や建物へのアクセスを確保する必要があるためである。このような例は、現道がない場所に新規に建設する広幅員の道路や、ニュータウンなど開発区域内で先行して用地を確保する場合、既存の国道のバイパス道路計画にみられる。またこのときに暫定開通した両側車線は後に本線が開通した際には、側道として転用されることがよくある。

#### 中央暫定方式
まず4車線にしたときに追越車線にあたる部分を建設して、片側1車線で供用する方式。暫定2車線共用時の形態としては、完成2車線に近いものとなる。4車線に拡幅するときは、走行車線に当たる部分を建設する。採用例は少ない。
橋の上で2車線を4車線に拡幅しても橋脚が1本で済み、また必ずしも対面通行にしなくても良いという特徴がある。一方、両側暫定方式の場合と同様、トンネルでは片側暫定方式に切り替えなければならない。
供用中の区間として、首都高速10号晴海線の晴海出入口 - 豊洲出入口間、能越自動車道穴水道路、西九州自動車道佐世保道路の一部区間がある。

## 日本の暫定2車線区間

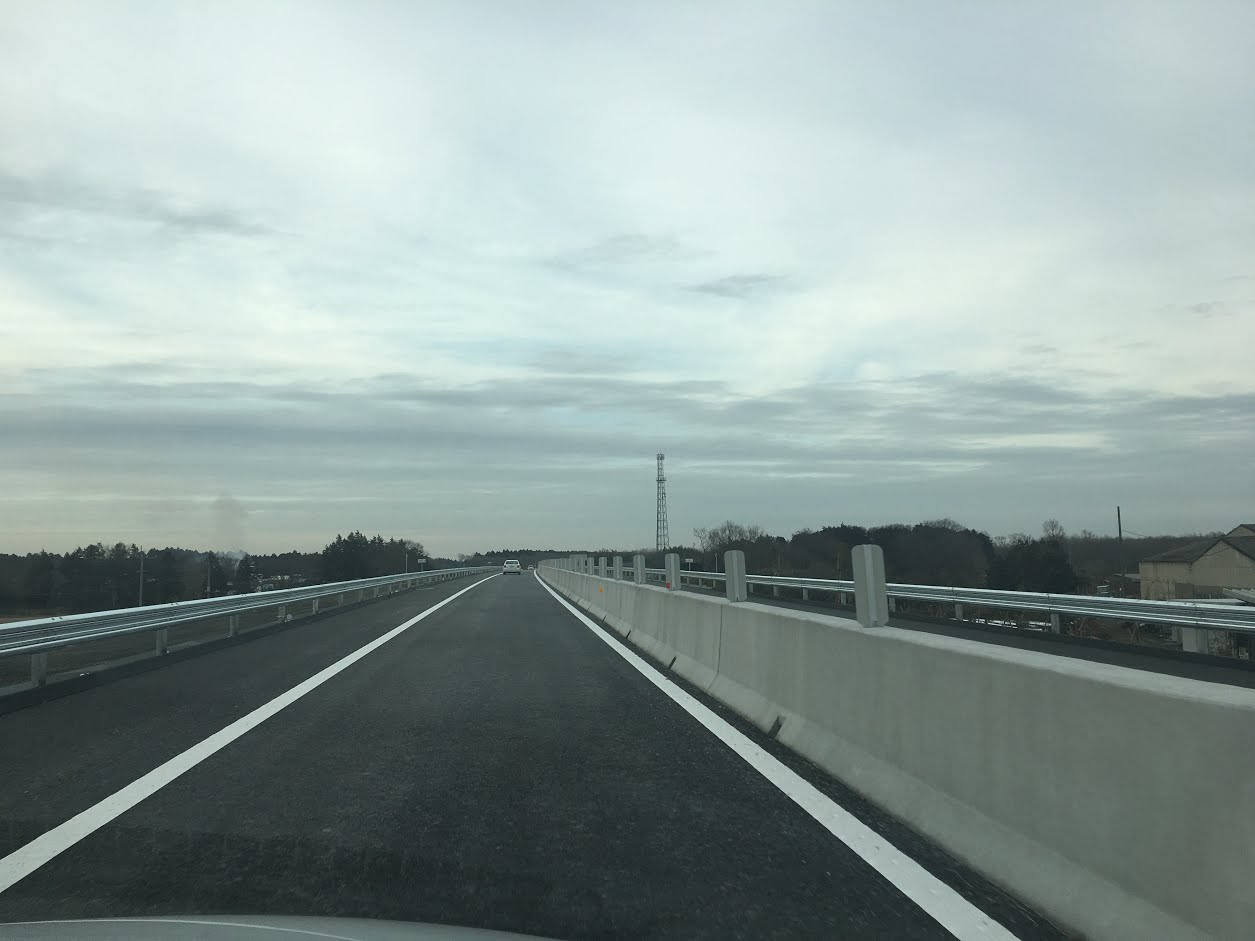
東関東自動車道
(鉾田IC-茨城空港北IC間)

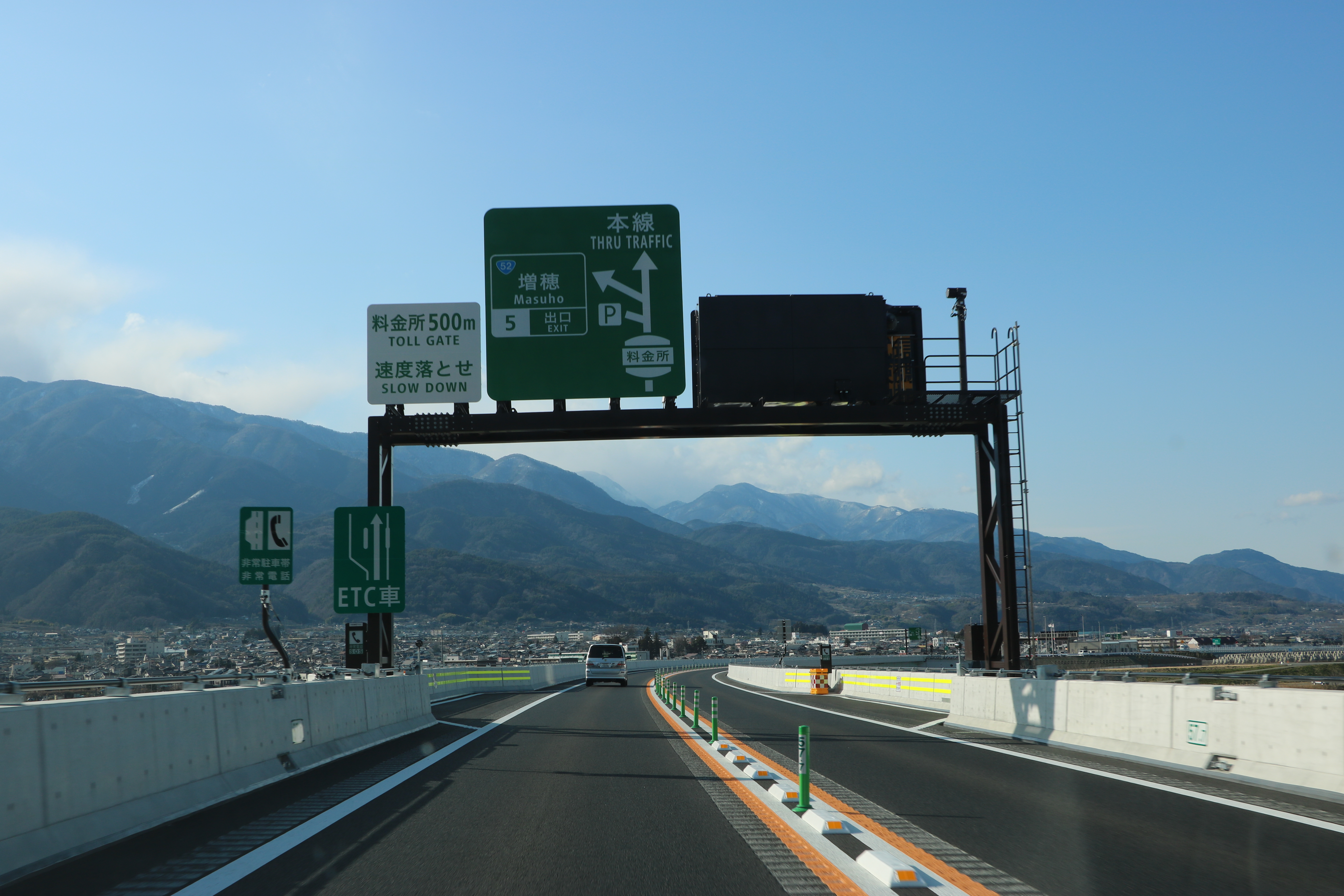
中部横断自動車道

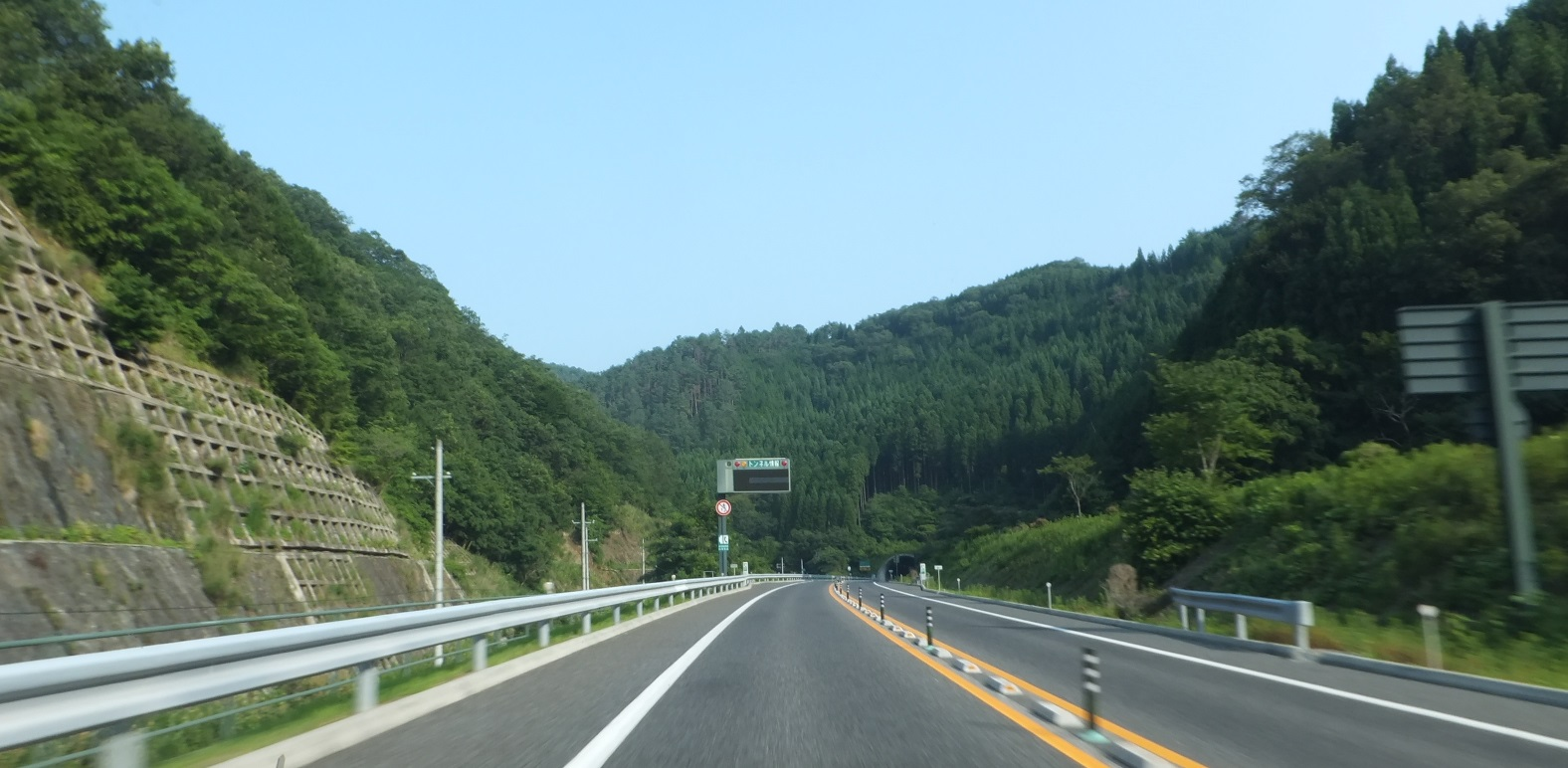
播磨自動車道

### 高速自動車国道（A路線）〈未開通区間を含む〉
- E5 道央自動車道※A´路線函館新道等を含む（旭川鷹栖IC - 登別室蘭ICを除くほぼ全線）
- E5A 後志自動車道（小樽JCT - 余市IC）
- E38 道東自動車道※A´路線釧路外環状道路を含む（千歳恵庭JCT - 釧路別保IC）
- E61 十勝オホーツク自動車道（ほぼ全線）
- E4A 青森自動車道（ほぼ全線）
- E4A 八戸自動車道※A´路線百石道路等を含む（八戸JCT - 七戸IC）
- E46 釜石自動車道（花巻JCT - 遠野IC）
- E7 E46 秋田自動車道※A´路線秋田外環状道路・琴丘能代道路等を含む（北上JCT - 横手IC・横手北SIC - 大森PA・秋田南IC - 二ツ井白神IC・大館能代空港IC - 小坂北JCT）
- E48 山形自動車道（山形JCT以西のほぼ全線）
- E13 東北中央自動車道※A´路線米沢南陽道路等を含む（相馬福島道路を除くほぼ全線）
- E7 日本海東北自動車道※A´路線仁賀保本荘道路等を含む（豊栄SA - 朝日まほろばIC・あつみ温泉IC - 遊佐比子IC・金浦IC - 秋田空港IC）（秋田空港IC - 河辺JCT間は上りのみ1車線）
- E49 磐越自動車道（会津若松IC - 新潟PAのほぼ全線）
- E6 常磐自動車道※A´路線仙台北部道路を含む（広野IC - 山元IC、仙台北部道路のほぼ全線）
- E51 東関東自動車道（潮来IC - 茨城町JCTのほぼ全線）
- E52 中部横断自動車道（ほぼ全線）
- E68 中央自動車道（河口湖IC - 富士吉田IC）
- E41 東海北陸自動車道（飛騨清見IC以北のほぼ全線）
- E42 紀勢自動車道※A´路線熊野尾鷲道路等を含む（勢和多気IC - 南紀田辺IC間の一部を除きほぼ全線）
- E27 舞鶴若狭自動車道（舞鶴西IC東のほぼ全線）
- E42 阪和自動車道（印南SA以南のほぼ全線）
- E29 播磨自動車道（ほぼ全線）
- E29 鳥取自動車道※A´路線志戸坂峠道路を含む（ほぼ全線）
- E73 岡山自動車道（賀陽IC - 北房JCTのほぼ全線）
- E73 米子自動車道（蒜山IC以北のほぼ全線）
- E54 尾道自動車道（ほぼ全線）
- E54 松江自動車道（ほぼ全線）
- E74 浜田自動車道（ほぼ全線）
- E9 山陰自動車道※A'路線安来道路等を含む（一部区間除きほぼ全線）
- E2 山陽自動車道（宇部下関線）
- E56 松山自動車道※A'路線宇和島道路等を含む（松山IC以西のほぼ全線）
- E11 E32 徳島自動車道（ほぼ全線）
- E55 徳島南部自動車道（ほぼ全線）
- E56 高知自動車道※A'路線須崎道路等を含む（高知IC以西のほぼ全線）
- E10 E78 東九州自動車道※A'路線延岡道路等を含む（北九州JCT - 苅田北九州空港IC、速見IC - 大分宮河内IC、隼人東IC - 加治木ICを除くほぼ全線）
- E77 九州中央自動車道（嘉島JCT - 矢部IC・蔵田交差点 - 延岡JCT）

### 一般国道の自動車専用道路（B路線）など〈未開通区間を含む〉

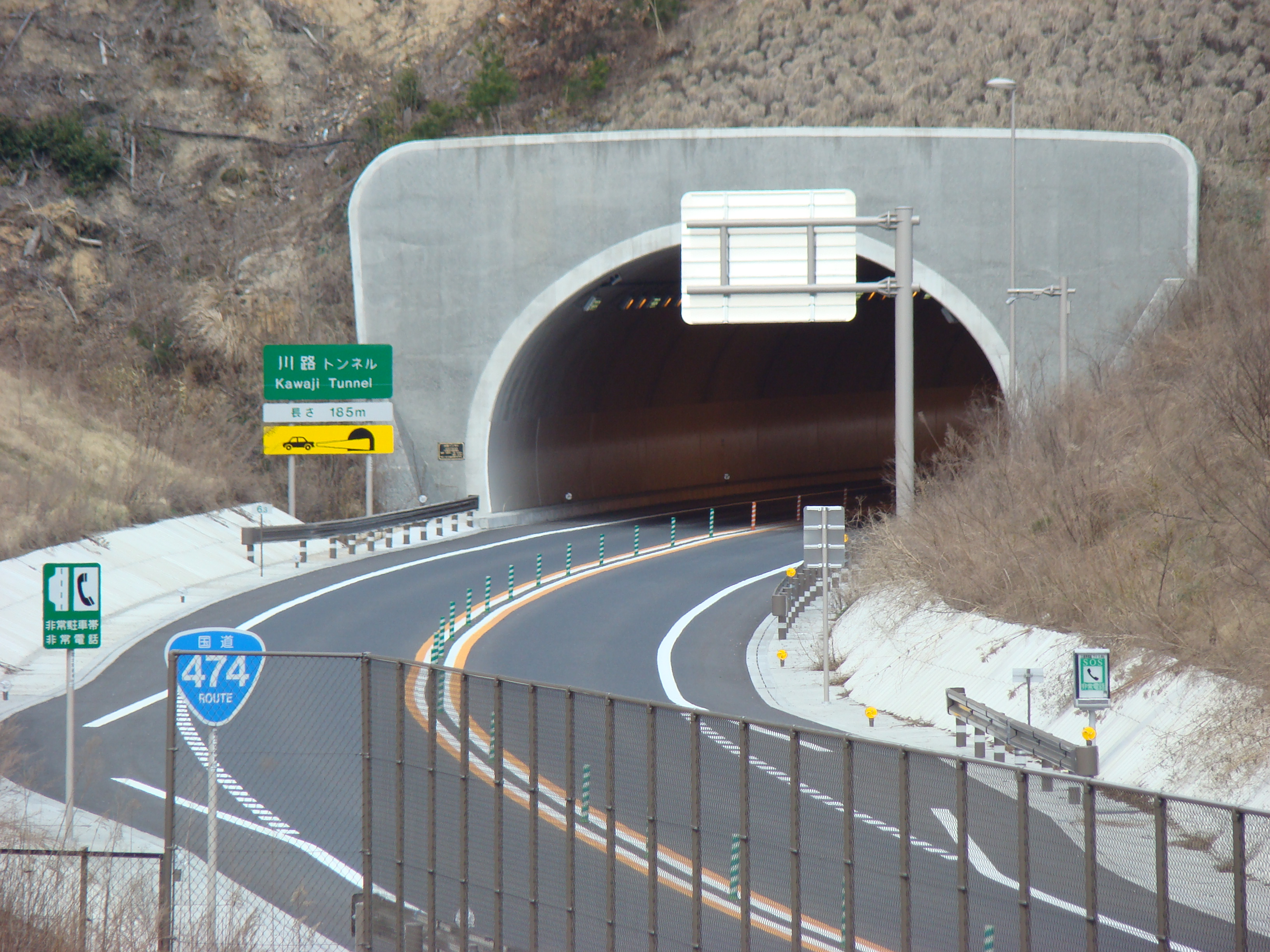
三遠南信自動車道

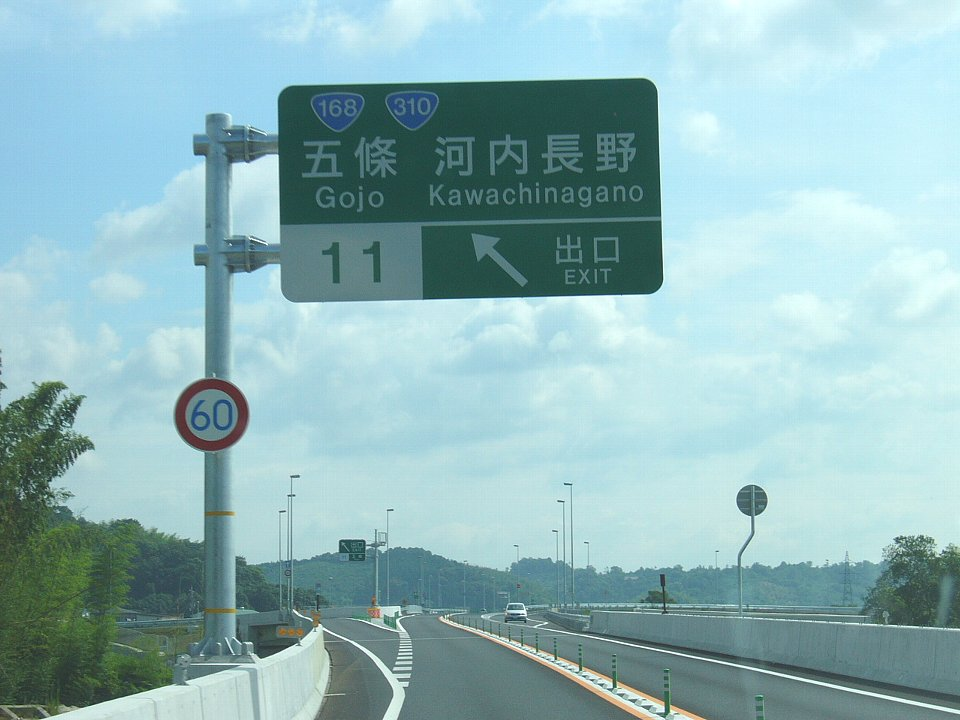
京奈和自動車道

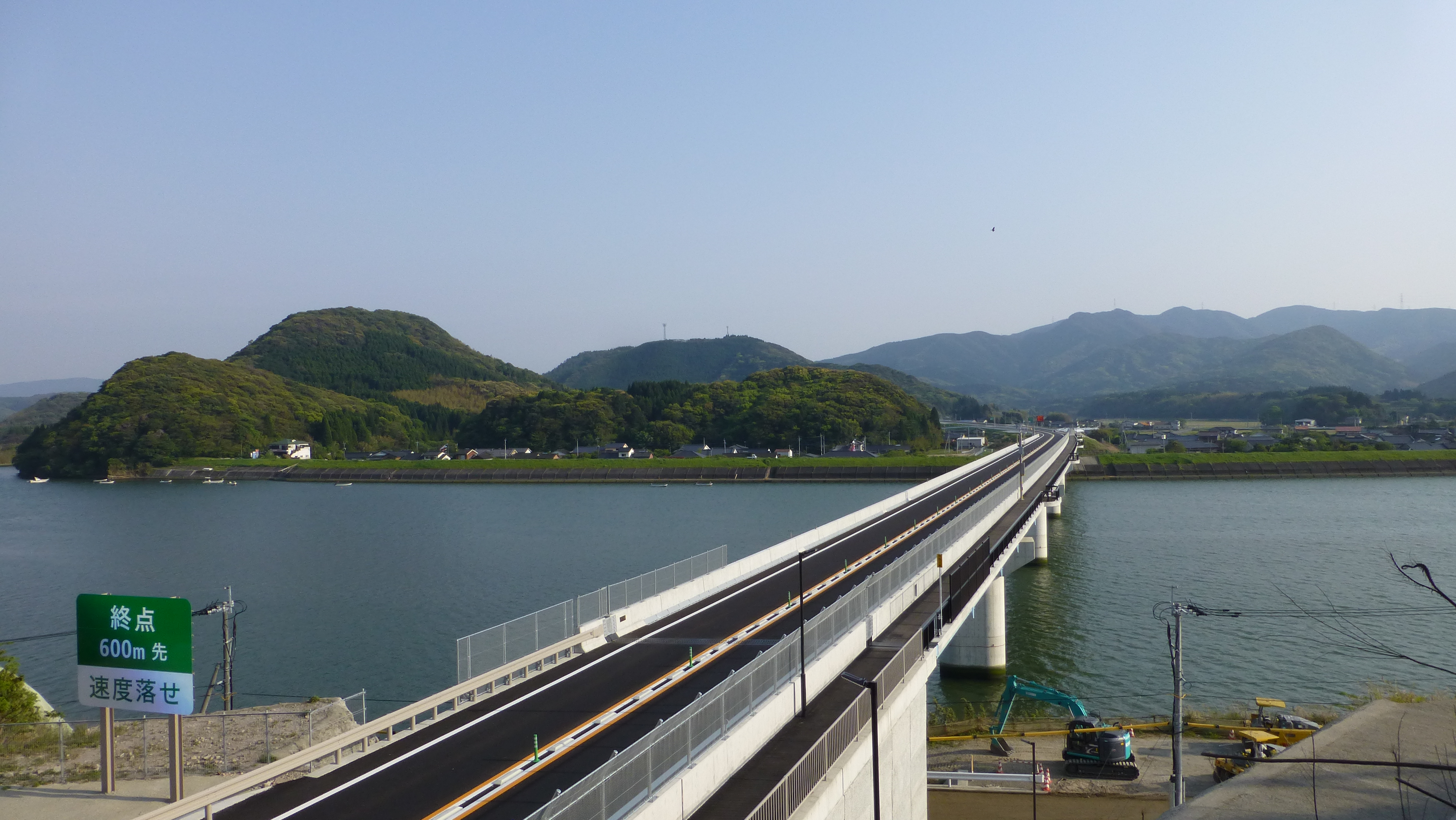
南九州西回り自動車道（川内川大橋）

- E39 旭川紋別自動車道（ほぼ全線）
- E62 深川留萌自動車道（ほぼ全線）
- E60 帯広広尾自動車道（中札内IC以北のほぼ全線）
- E63 日高自動車道（厚真IC以東のほぼ全線）
- E59 函館江差自動車道（ほぼ全線）
- E45 三陸沿岸道路（桃生豊里IC - 登米IC・陸前高田IC - 吉浜IC・釜石両石IC - 釜石北IC・山田南IC - 山田IC・宮古南IC - 宮古中央IC・久慈IC - 久慈北IC・階上IC - 八戸JCT）
- E64 津軽自動車道（浪岡 - 五所川原北IC）
- E48 仙台南部道路（長町IC - 仙台南IC）
- C4 首都圏中央連絡自動車道（幸手IC - 木更津東ICのほぼ全線）
- E14 富津館山道路（ほぼ全線）
- E16 横浜横須賀道路（佐原TB - 馬堀海岸IC）
- E68 東富士五湖道路（ほぼ全線）
- 須走道路・御殿場バイパス（須走IC - ぐみ沢IC間のほぼ全線）
- E70 伊豆縦貫自動車道（長泉IC - 三島塚原ICを除くほぼ全線）
- E69 三遠南信自動車道（飯田山本IC - 天龍峡IC）
- E41 能越自動車道（高岡IC以北のほぼ全線）
- E86 のと里山海道（柳田IC以北のほぼ全線）
- C3 東海環状自動車道（土岐JCT以西のほぼ全線）
- E67 中部縦貫自動車道（一部を除きほぼ全線）
- E91 南阪奈道路（羽曳野IC - 葛城IC間[注釈 6]）
- E24 京奈和自動車道（一部を除きほぼ全線）
- E9 京都縦貫自動車道（園部IC以北のほぼ全線）
- E72 北近畿豊岡自動車道（ほぼ全線）
- E9 山陰近畿自動車道（一部を除きほぼ全線）
- E76 西瀬戸自動車道（ほぼ全線）
- E75 東広島呉自動車道（ほぼ全線）
- E76 今治小松自動車道（ほぼ全線）
- E55 高知東部自動車道（ほぼ全線）
- E35 西九州自動車道（福岡前原有料道路区間を除きほぼ全線）
- E3A 南九州西回り自動車道（ほぼ全線）
- E58 那覇空港自動車道（豊見城・名嘉地IC小禄バイパス取付部）2023年7月5日より小禄道路（那覇空港道空港方面）延伸により閉鎖。

## 4車線化優先整備区間
2019年（令和元年）9月4日、国土交通省は全国の暫定2車線区間（約3100 kmうち有料約1600 km）のうち、時間信頼性の確保、事故防止、ネットワークの代替性確保の3つの観点において、課題の大きい区間を優先整備区間 （約880 km） として選定し、10 - 15年後を目処に4車線化すると発表した。
以下に、4車線化優先整備区間を道路ごとに起点に近い方から列挙する。
（IC名が太字は既4車線化区間）
- E5 道央自動車道（八雲IC - 国縫IC、伊達IC - 登別室蘭IC、和寒IC - 士別剣淵IC）
- E38 道東自動車道（千歳恵庭JCT - 十勝清水IC）
- E46 秋田自動車道（北上JCT - 大曲IC）
- E48 山形自動車道（寒河江SA/SIC - 月山IC、湯殿山IC - 鶴岡JCT）
- E13 東北中央自動車道（米沢北IC - 南陽高畠IC、山形JCT - 天童IC）
- E6 仙台北部道路（全線）
- E7 日本海東北自動車道（豊栄SA/SIC - 荒川胎内IC、酒田中央IC - 酒田みなとIC）
- E49 磐越自動車道（会津若松IC - 安田IC）
- E6 常磐自動車道（浪江IC - 山元IC）
- E14 富津館山道路（全線）
- E67 中部縦貫自動車道（中ノ湯IC - 平湯IC）
- E52 中部横断自動車道（双葉JCT - 白根IC）
- E41 東海北陸自動車道（全線）
- C3 東海環状自動車道（土岐JCT - 美濃加茂IC/SA）
- E42 紀勢自動車道（勢和多気JCT - 紀勢大内山IC）
- E27 舞鶴若狭自動車道（舞鶴東IC - 若狭上中IC、三方五湖PA/SIC - 若狭三方IC）
- E42 阪和自動車道（印南IC - 南紀田辺IC）
- E29 播磨自動車道（播磨JCT - 播磨新宮IC）
- E9 京都縦貫自動車道（丹波IC - 園部IC）
- E73 岡山自動車道（賀陽IC - 有漢IC）
- E73 米子自動車道（全線）
- E54 松江自動車道（三刀屋木次IC - 宍道JCT）
- E74 浜田自動車道（瑞穂IC - 金城PA/SIC）
- E9 山陰自動車道（米子西IC - 東出雲IC、松江玉造IC - 宍道JCT、江津IC - 江津西IC）
- E56 松山自動車道（松山IC - 西予宇和IC）
- E32 徳島自動車道（藍住IC - 川之江東JCT）
- E76 今治小松自動車道（今治湯ノ浦IC - いよ小松IC/JCT）
- E76 西瀬戸自動車道（西瀬戸尾道IC - 生口島北IC、生口島南IC - 伯方島IC、大島南IC - 今治北IC）
- E56 高知自動車道（土佐PA/SIC - 須崎東IC）
- E10 E78 東九州自動車道（苅田北九州空港IC - 豊前IC、院内IC - 速見IC、大分宮河内IC - 佐伯IC、日向IC - 都農IC、高鍋IC - 宮崎西IC、末吉財部IC - 隼人東IC）
- E35 西九州自動車道（佐世保大塔IC - 武雄南IC）
- E3A 南九州西回り自動車道（八代南IC - 日奈久IC、美山IC - 伊集院IC）

## 4車線化事業中の区間

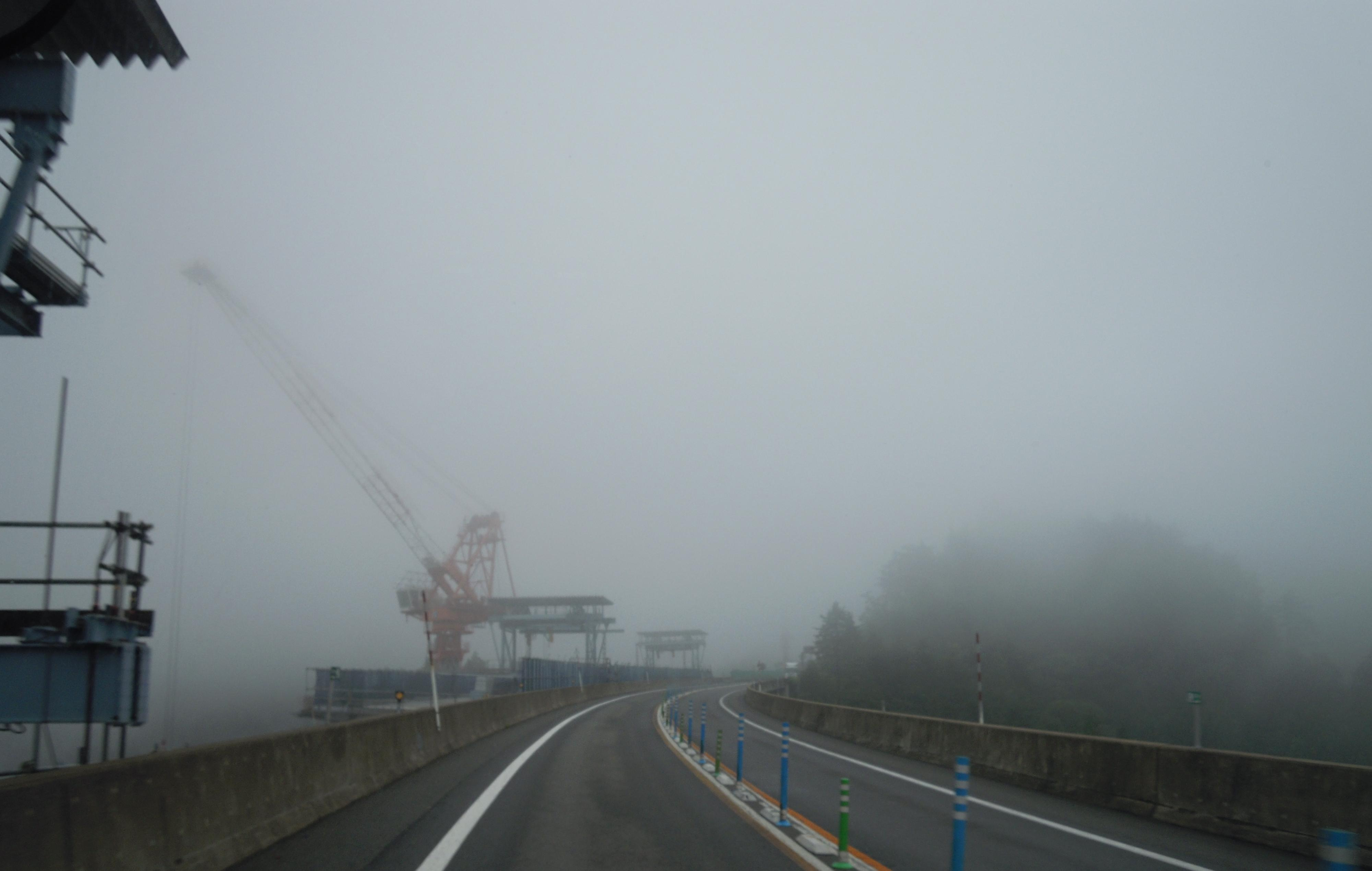
4車線化事業中の東海北陸道 白鳥IC - 飛騨清見IC（鷲見橋）

### 東日本高速道路
- E38 道東自動車道（追分町IC - 夕張ICの一部[18]、占冠IC - 十勝清水IC[19]）
- E46 秋田自動車道（北上西IC - 横手IC/JCT[20]、横手北SIC - 大曲IC[18]）
- E6 仙台北部道路（利府しらかし台IC - 富谷JCT[20]）
- E49 磐越自動車道（会津坂下IC - 西会津IC[20]、西会津IC - 津川IC[21][18]、三川IC - 安田IC[20]）
- E6 常磐自動車道（広野IC - ならはSIC[19]、浪江IC - 南相馬ICの一部[21]、相馬IC - 新地IC[20]、山元南SIC - 山元IC[18]）
- E14 富津館山道路（富津竹岡IC - 富津金谷ICの一部[22]）
- C4 首都圏中央連絡自動車道（久喜白岡JCT - 大栄JCT[23]、東金IC・JCT - 松尾横芝IC[24]）

### 中日本高速道路
- E41 東海北陸自動車道（飛驒清見IC - 白川郷ICの一部[18]、白川郷IC - 小矢部砺波JCT[19]）
- C3 東海環状自動車道（土岐JCT - 可児御嵩IC[21]、可児御嵩IC - 美濃加茂IC/SAの一部[25]）
- E42 紀勢自動車道（勢和多気JCT - 大宮大台IC[20]、大宮大台IC - 紀勢大内山ICの一部[21]）

### 西日本高速道路
- E27 舞鶴若狭自動車道（舞鶴東IC - 大飯高浜ICの一部[22]、大飯高浜IC - 小浜IC[19]）
- E42 阪和自動車道（印南IC - 南紀田辺IC[20]）
- E73 岡山自動車道（賀陽IC - 北房JCT[20]）
- E31 広島呉道路（坂北IC - 呉IC[26]）
- E73 米子自動車道（蒜山IC - 米子IC[19]）
- E32 徳島自動車道（土成IC - 脇町IC[21]、美馬IC - 吉野川SA/SICの一部[18]）
- E74 浜田自動車道（大朝IC - 旭ICの一部[19]）
- E9 山陰自動車道（米子西IC - 安来IC[20]、松江玉造IC - 宍道ICの一部[18]）
- E56 松山自動車道（伊予IC - 内子五十崎IC[21][18]、内子五十崎IC - 大洲ICの一部[27]）
- 八木山バイパス（全線[26]）
- E35 西九州自動車道（佐々IC - 佐世保大塔IC[23]、波佐見有田IC - 武雄南IC[18]）
- E10 東九州自動車道（みやこ豊津IC - 椎田南IC[20][18]、院内IC - 宇佐IC、大分宮河内IC - 臼杵IC[20]、津久見IC - 佐伯ICの一部[19]、高鍋IC - 西都ICの一部[20]、宮崎西IC - 清武ICの一部[26]）
- E10 宇佐別府道路（宇佐IC - 院内IC[26]）
- E78 東九州自動車道（末吉財部IC - 国分ICの一部[18]）
- E3A 南九州西回り自動車道鹿児島道路（美山IC - 伊集院ICの一部[27]）

### 国土交通省
- 湖西道路（真野IC - 坂本北IC）

### 石川県
- E86 のと里山海道（柳田IC - 上棚矢駄IC[28]）

## 4車線化準備調査中の区間
4車線化の事業化に際しては、I期線での実績をもとに検討を行っているが、現地状況による工法の再検討等や関係機関との調整による都市計画変更手続きの実施のため、工事着手まで長期化する事例が存在するという課題がある。交通上の課題が大きく4車線化が必要な箇所のうち、工事に着手する環境が整っていない区間については、より正確な事業費を把握するとともに、事業化後、速やかな工事進捗を図るため、現地状況を踏まえた必要な調査や調整などを行う目的としている。
以下に、4車線化準備調査中の区間を道路ごとに列挙する。

### 東日本高速道路
- E14 富津館山道路（富津竹岡IC - 鋸南富山ICの一部[18]）

### 中日本高速道路
- E41 東海北陸自動車道（飛驒清見IC - 白川郷ICの一部[18]）
- E27 舞鶴若狭自動車道（三方五湖PA/SIC - 若狭三方IC[18]）

### 西日本高速道路
- E10 東九州自動車道（行橋IC - みやこ豊津IC[18]、臼杵IC - 津久見ICの一部[18]）

## その他の形態（日本）

### 完成6車線・暫定4車線
6車線以上で計画された道路のうちの4車線のみを暫定的に供用すること、およびその区間の道路は暫定4車線と呼ばれ、以下の区間が該当する。

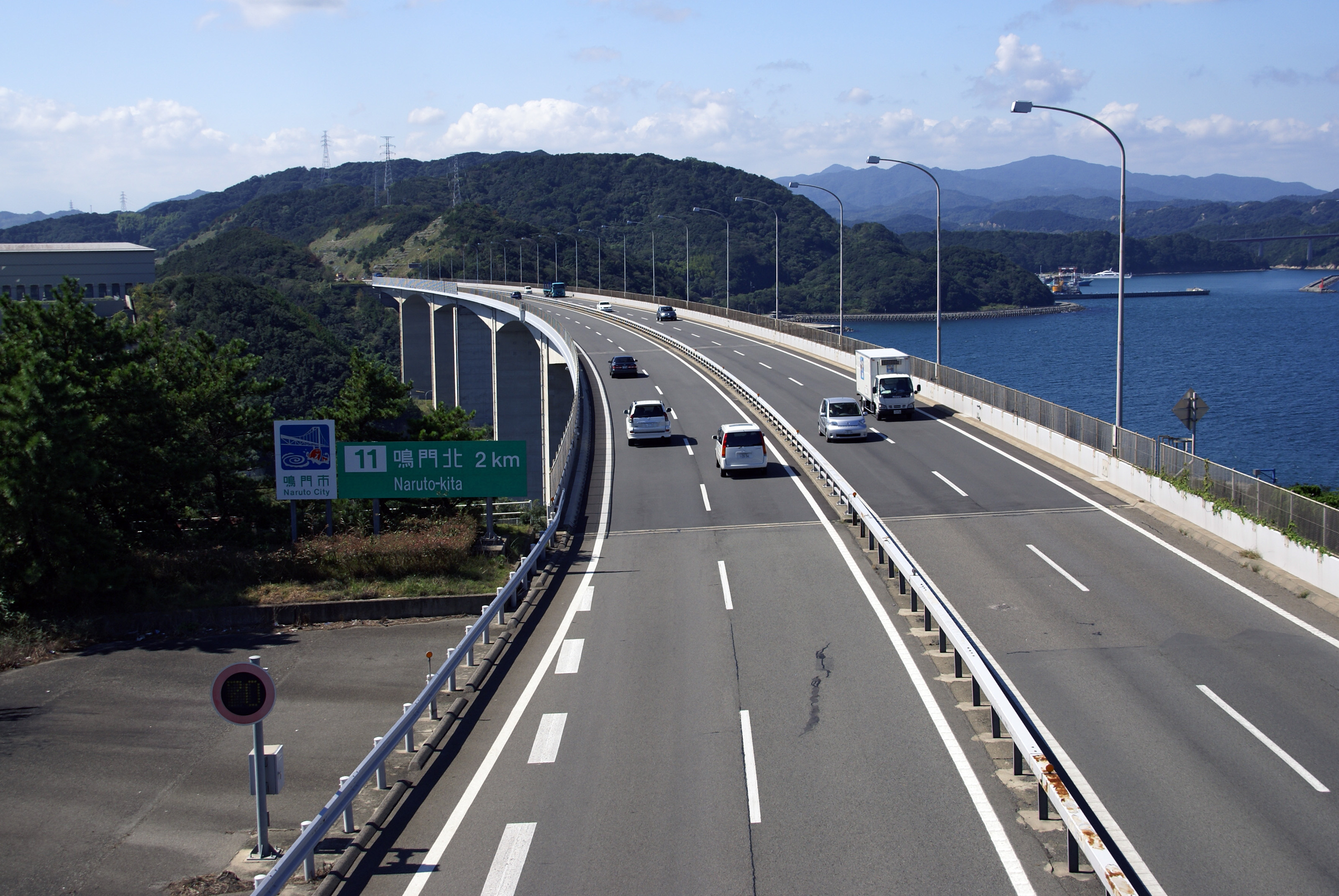
神戸淡路鳴門自動車道、大鳴門橋の西端部にある亀浦高架橋。上り線（神戸方面）3車線分を使用した暫定4車線である。

- E1A 新東名高速道路（海老名南JCT - 御殿場JCT、浜松いなさJCT - 岡崎SA[注釈 7]）
- E1A 新名神高速道路（連絡路を除くほぼ全線[注釈 8]）
- E28 神戸淡路鳴門自動車道（淡路IC - 鳴門北ICのほぼ全線）
- 阪神高速5号湾岸線 名谷JCT-垂水JCT
- 沖縄西海岸道路那覇西道路 那覇空港IC - 若狭IC
- 沖縄西海岸道路那覇北道路 若狭IC - 港町IC(仮称)(計画)

#### 欠点
橋・トンネル・高架橋などはあらかじめ6車線分作っておく必要があり、暫定4車線ではあまりコスト削減は期待できないものである。もしも、4車線の規格で高速本線を建設した場合、トンネルの掘り直し、高架・橋の大改修工事、ガードレールの付け直しや舗装、暫定緑化された盛土の排除が必要になり、はじめから6車線で供用開始するよりも余計に費用がかかるためである。
また、橋・トンネル・高架橋などの片側を暫定4車線として供用する場合、車線幅が狭くなり安全上の問題が発生する。
新東名・新名神の一部区間では暫定4車線であっても建設費削減のため、構造物が6車線に対応しない区間が存在する。

### 完成2車線

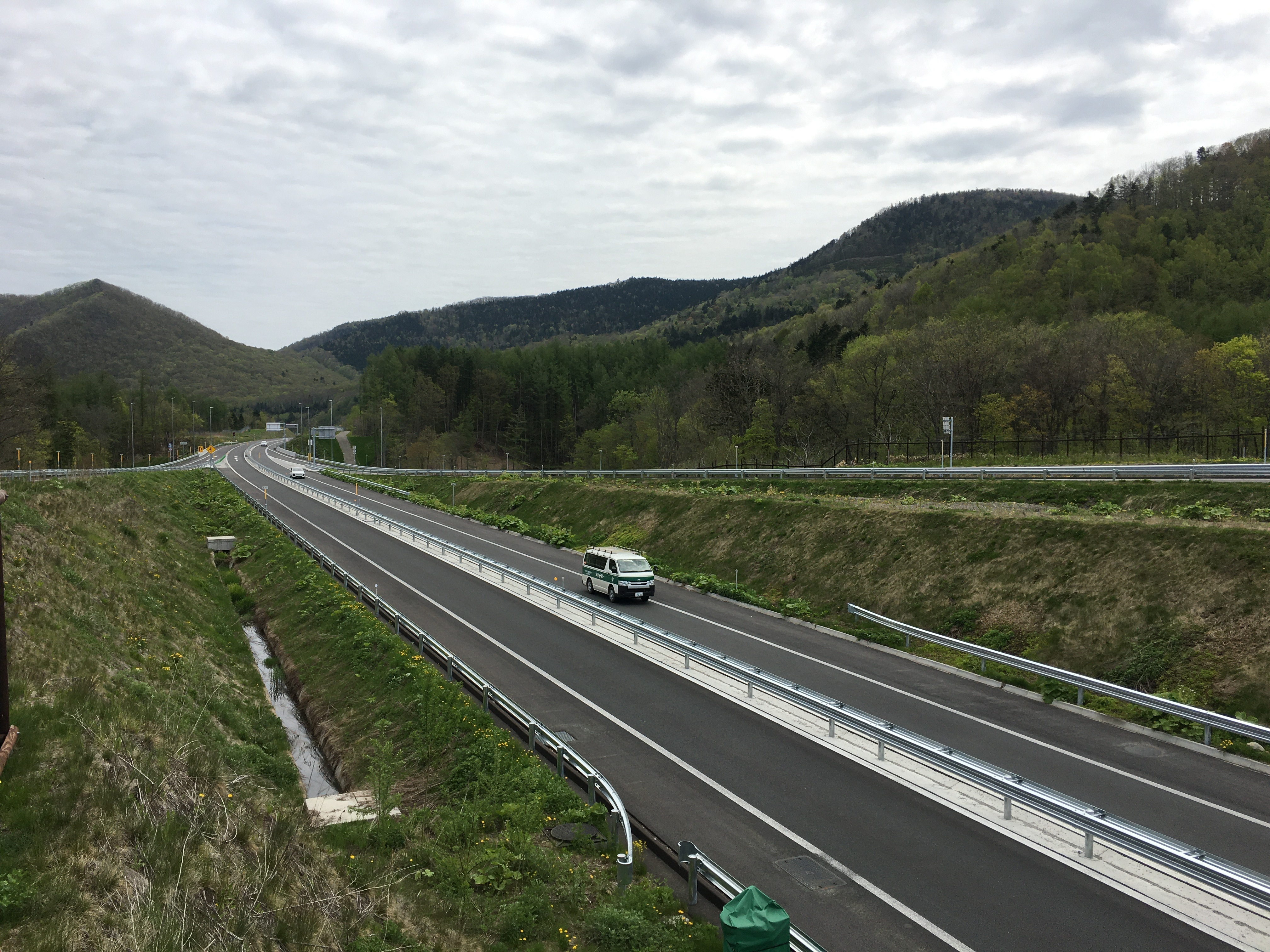
旭川紋別自動車道の完成2車線区間（遠軽瀬戸瀬IC - 遠軽IC間）

完成2車線（かんせいにしゃせん）は、高規格幹線道路などにおいて、2車線でありながら正規の中央分離帯（完全な中央分離帯）を設置して往復の交通を分離したものである。停車車両や事故車両があっても通行が可能なように路肩幅が比較的広くなっている。路肩幅員1.75 m、車線幅員3.5 m、中央帯1.5 mで全体幅員が12.0 mとするのが標準であり、路肩幅員+車線幅員+中央帯の側帯 (0.25 m) = 5.5 mを確保して、大型トラック同士のすれ違いを可能としている。
正面衝突の危険がないため、規制速度を80 km/h - 100 km/hとすることが可能になっていて、安全性にも優れる。必要に応じて登坂車線や追越車線を付加し、通過車両の流れが円滑になるよう設計される。国土交通省道路局によれば、4車線構造に比べ、3 - 4割のコスト縮減、2 - 3割の工期短縮できるとされ、2003年（平成15年）の道路構造令の改正で規定が追加された。
しかし、将来の拡幅（4車線化）を前提とした構造の暫定2車線区間と比較して車線増設が困難であり、交通量が増加した場合の改築費用が割高となる。そのため将来にわたって交通量が少なく、2車線で十分と判断される路線で採用される。また、さらなるコスト削減・工期短縮のため、中央分離帯を省略するケース（例：A'路線の窪川佐賀道路）もある。

### 暫定3車線（片側）
当面の交通量を処理するための暫定措置として、片側2車線区間の車線や路肩、中央分離帯の幅員を切り詰めて片側3車線道路として供用する形態を暫定3車線と呼ぶ。狭くなった路肩の幅員が車幅を下回る場合は400 - 500 m程度の間隔で非常駐車帯を設けている。2011年10月21日より、東名高速道路の豊田JCT⇔美合PA（上り線はさらに音羽蒲郡IC手前まで）が暫定3車線化され、規制速度60 km/hで供用された。2016年2月13日にバイパス道路となる新東名高速道路が開通し、2016年10月の東名集中工事で片側2車線に戻された。2012年12月には東名阪自動車道の一部区間の暫定3車線化が行われ、2018年の新名神高速道路延伸後に片側2車線に戻すこととされていたが、実際に新名神が開通した後も交通量が多く、2024年時点でも暫定3車線運用が維持されている。

## 暫定2車線区間における交通事故
センターポールを設置している対面通行区間であっても、何らかの理由により車両が逸脱し、正面衝突死傷事故が発生している。
国土交通省の「第5回有料道路部会 高速道路ストックの機能強化の課題（2007年4月7日）」によれば、
- 暫定2車線区間における死亡事故の発生確率（死亡事故率）は、4車線以上の区間と比べ、約1.7倍
- 暫定2車線区間での死亡事故の原因は正面衝突が約8割を占める

とある。

## 日本国外での類似の形態

### 韓国
韓国では4車線化を前提とした「2車線高速道路」と呼ばれていた。かつてはセンターポールも設置されていなかったが、事故防止のため、後にセンターポールが一部区間に追加設置された。

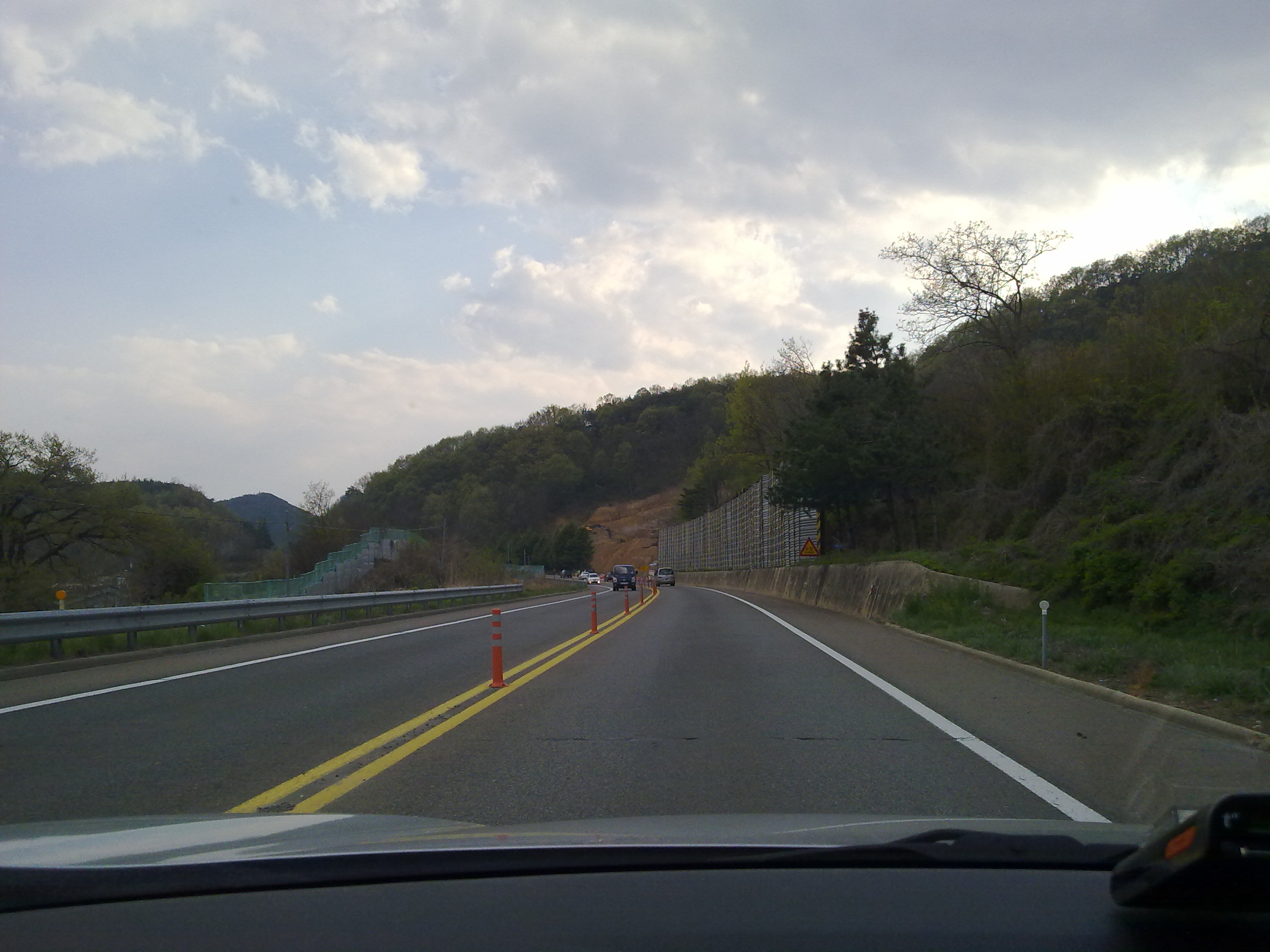
88オリンピック高速道路（拡幅前）

1978年末時点では総延長1,224.6 km中752.8 kmであったが、1992年から高速道路の全区間において4車線化の事業が始まり、すでに開通した区間だけでなく暫定2車線の新規路線（事業中も含め）においても4車線化の事業が実施された。事業は2015年12月22日に88オリンピック高速道路の4車線拡張・移設が完成したことにより完了し、これによって韓国から2車線の高速道路は消滅した。
88オリンピック高速道路（現：光州-大邱高速道路）の潭陽IC - 高霊JCT間は、同国内では最後の暫定2車線区間であった。事故率が高かったことから「死の高速道路」と呼ばれ、「国道以下の高速道路なのに利用客から通行料金を払わす」と不満の声も上がった。韓国での4車線化の事業は2004年東海高速道路を最後に経済危機などによる事業資金問題で一時凍結となり、88オリンピック高速道路の上記区間のみが暫定2車線で残された。しかし当区間の4車線化の事業は政権交代が起きた2008年に再開され、2015年12月22日に4車線化が完了した。
2004年以前で暫定2車線の区間があった路線は、邱馬高速道路（1995年解消）、湖南高速道路（1996年解消）、南海高速道路（1996年解消）、中央高速道路（2000年解消）、嶺東高速道路（2001年解消）、東海高速道路（2004年解消）など。

### 台湾
西浜快速公路
台61甲線は暫定2車線（台北港の出入口のランプが暫定的な供用）

### スウェーデン
2+1車線。これは双方向の車線を交互に増減させ、建設費や道幅の圧縮を狙ったもの。